# 네팔의 종교
네팔의 종교 (2023년)

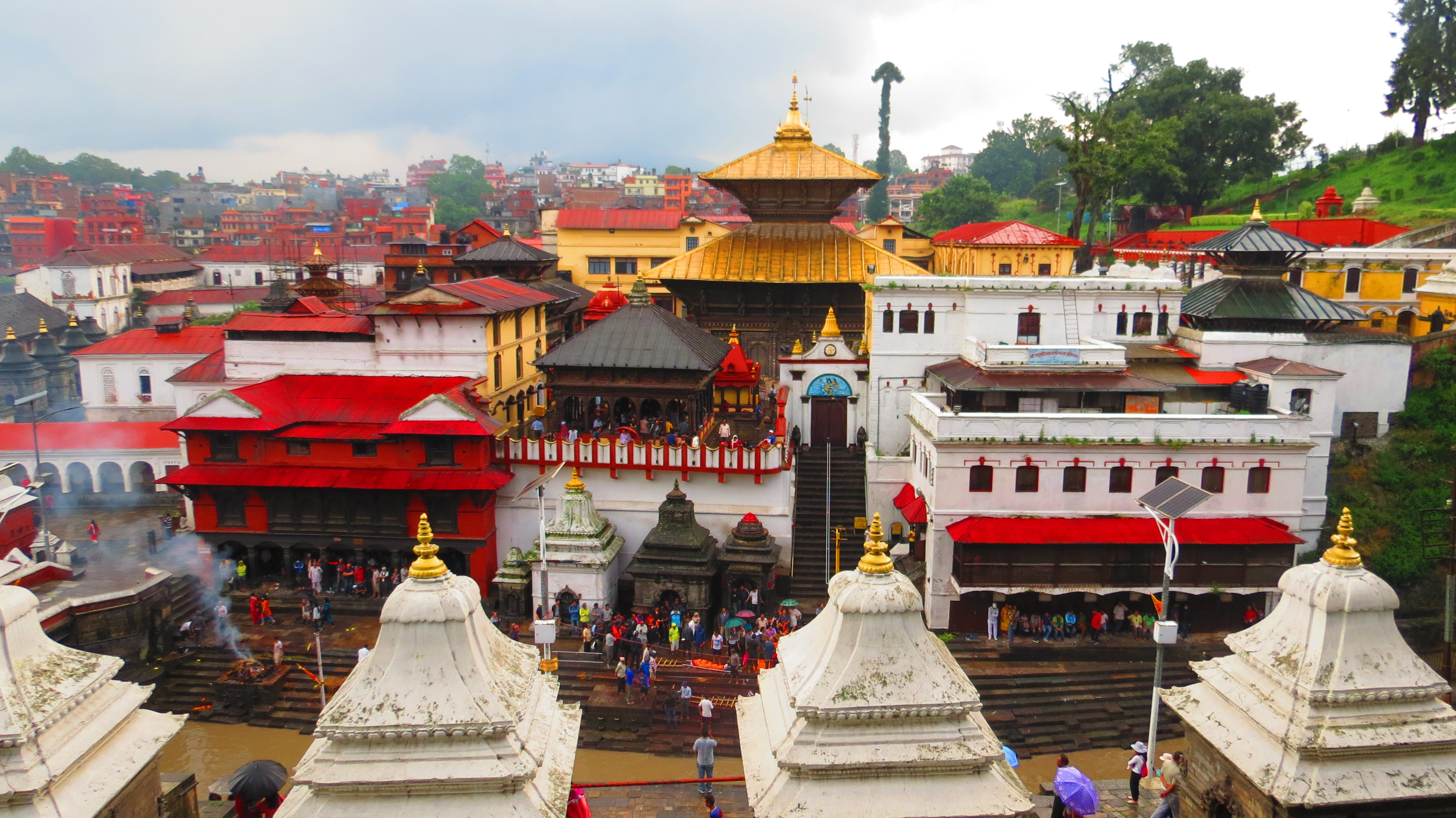
카트만두에 있는 세계문화유산이다 파슈파티나트 사원

네팔의 종교는 넓고 다양한 집단과 신앙으로 이뤄져 있다. 네팔은 세속 국가이며 임시 헌법 상 (제1장 제4조) 네팔의 세속주의는 "종교 및 문화적 자유는 종교 및 문화에 대한 보호와 더불어 태곳적부터 전해내려오는 것"이라 정의되어 있다. 따라서, "국가의 행정부는 힌두교를 보호하고 발전시키면서 동시에 나라 곳곳의 '종교적' 및 '문화적' 자유를 기본권으로 유지해야 한다".
힌두교는 네팔의 주요 종교로 사회적 구조 및 정치에 있어 깊은 영향력을 끼치고 있으며, 불교 (티베트 불교)는 일부 민족 집단 (네와르족)에서 힌두교의 영향을 많이 받은 형태로 신봉되고 있다. 키라티슴은 키라티인들의 민속 종교이다. 소규모 집단, 특히 네팔 동부의 사람들은 이슬람교, 기독교, 시크교, 자이나교, 뵌교, 바하이교 등을 따른다.
네팔은 전 세계에서 힌두교 집단이 가장 큰 곳 중 하나이다. 유네스코 세계문화유산에 등재된 파슈파티나트 사원 등 저명한 힌두교 순례지의 다수가 네팔에 위치해 있다. 힌두교 서사시 '라마야나'에 따르면, 여신 시타가 자나카 왕이 다스리던 미틸라에서 탄생했다. 네팔의 국수 (國獸)는 소로, 힌두교에서 신성한 동물로 여겨지고, 소를 도축하는 것은 네팔에서 불법이다.
네팔은 고타마 시타르타 (붓다)의 출생지로 여겨진다. 이에 따라 불교는 네팔에서 특별한 위치를 띠고 일부 지역 사회에서는 힌두교와 연관되어 있다.
네팔 헌법은 종교의 자유를 보장하고 있다. 힌두교에서 다른 종교로 강제 개종은 법을 반하는 것으로, 특히 금전이 개종을 하는 데 직접적 또는 간접적 동기가 되었을 경우 그러하다. 2006년 초 민주주의 운동 및 2008년 갸넨드라 퇴임이 있기 전, 네팔은 공식적으로 힌두교 왕국이었고, 헌법 상 여전히 힌두교를 보호하고 후원하고 있다. 민족주의자들은 이따금 반세속주의 운동을 전개하며, 일부는 네팔이 힌두 공화국이 되기를 바라고 있다. 수석 각료 프렘 알레는 헌법적으로 네팔을 힌두 국가로 선포하는 것을 지지하고 있다.

## 역사
힌두교는 이 지역에서 역사가 시작된 이래로 네팔에 존재해왔다. 이슬람교는 11세기경 무슬림들이 이곳을 찾아오면서 전파됐다. 시크교는 18세기 네팔에 전해졌고 전역으로 퍼져나갔으며, 자이나교는 19세기 기간 네팔에 전해졌으나 카트만두 및 일부 지역에 전파되는 데 그쳤다.
종교적 관용은 V.S.력 1884년 Falgun Sudi 12 때 네팔 왕국의 불교 승려들에 대한 빔센 타파 재임기 라젠드라 비크람 샤가 반포한 왕령에서 찾아볼 수 있다 :
우리 아버지 [국왕 기르반]께서 그 누구도 감히 당신들이 따르는 전통 종교 숭배 (다르마)를 가지고 해하지 못할 것을 선포하는 비문을 담은 청동판을 반포하셨다. 따라 우리는 이 어명을 재확인한다.— Tukucha-Gumba의 Jhimuryas에 내린 왕령

2021년 인구 조사에 따르면, 네팔인의 81.19%는 힌두교도, 8.21%는 불교도, 4.39%는 무슬림, 3.17%는 키라티슴 신자 (토착 민속 종교), 1.76%는 기독교도, 0.01%는 시크교도, 0.01% 자이나교도이었다. 이는 2001년 인구 조사 때와 변화한 것이었는데, 당시 80.62%가 힌두교도, 10.74%가 불교도, 4.20%가 무슬림, 3.60%가 키라티슴 신자 (민속 종교), 0.45%가 기독교도, 0.4%가 뵌교 같이 그 외 집단으로 분류된 이들이었다. 네팔은 아시아의 어느 지역에서도 많은 퀘이커들이 위치한 곳이다. 2017년 기준, 7,600명의 퀘이커들이 있었으며, 대부분이 복음주의 퀘이커 (거니트)에 속한다.
1971년, 힌두교는 인구의 89.4%를 이뤘고, 불교도는 7.5%, 키라티슴 신자는 통계적으로 0%를 구성했다. 이중 신앙 특히 힌두교도와 불교도에서 만연한 현상은 종교 집단에 대한 통계를 어렵게 하고 있기도 하다.
1990년대 초, 힌두교인들은 네팔의 모든 지역 인구에서 최소 87%를 이뤘다. 불교도들이 가장 집중된 곳은 동부의 구릉 지대, 카트만두 계곡, 테라이 동부에서 발견되며, 이 지역들에서 인구의 약 10%가 불교도이었다. 불교는 네와르족과 티베트-네팔족에서 가장 일반적이다. 티베트-네팔인들 가운데, 힌두교의 가장 영향을 많이 받은 이들은 마가르족, 수누와르족, 라이족 등이다. 힌두교의 영향은 구룽족, 림부족, 야카족, 타망족, 타칼리족 집단들에서 덜 두드러지는데, 이들은 종교 의식에 불교 승려들을 계속 사용하고 있다. 힌두교와 불교가 인도계 종교이기 때문에, 이들의 숭배는 일반적으로 서로를 보완하고, 많은 사람들이 같이 따르고 있다. 2015년, 신 헌법이 시행되며, 동일한 권리들이 네팔의 모든 종교에 부여되었다.
네팔의 헌법은 복음 전도하거나 다른 종교로 개종할 권리를 그 누구에게도 부여하고 있지 않다. 네팔은 또한 2017년에 한층 더 엄중한 반개종 법률을 통과시켰다.

## 인구
| 연도      | 힌두교도 | 불교도 | 이슬람교도 | 키라티슴 교도 | 기독교도 | 그 외 |
| --------- | -------- | ------ | ---------- | ------------- | -------- | ----- |
| 1952-54년 | 88.87%   | 8.59%  | 2.54%      | 빈칸          | 빈칸     | 0.01% |
| 1961년    | 87.69%   | 9.25%  | 2.98%      | 빈칸          | 빈칸     | 0.07% |
| 1971년    | 89.39%   | 7.50%  | 3.04%      | 빈칸          | 0.02%    | 0.05% |
| 1981년    | 89.50%   | 5.32%  | 2.66%      | 빈칸          | 0.03%    | 2.49% |
| 1991년    | 86.51%   | 7.78%  | 3.53%      | 1.72%         | 0.17%    | 0.28% |
| 2001년    | 80.62%   | 10.74% | 4.20%      | 3.60%         | 0.45%    | 0.39% |
| 2011년    | 81.34%   | 9.04%  | 4.39%      | 3.04%         | 1.41%    | 0.78% |
| 2021      | 81.19%   | 8.21%  | 5.09%      | 3.17%         | 1.76%    | 0.58% |

| 종교     | 인구       | 백분율 |
| -------- | ---------- | ------ |
| 힌두교   | 23,677,744 | 81.19% |
| 불교     | 2,393,549  | 8.2%   |
| 이슬람교 | 1,483,054  | 5.03%  |
| 키라티슴 | 924,204    | 3.17%  |
| 기독교   | 512,313    | 1.76%  |
| 그 외    | 173,702    | 0.65%  |
| 합계     | 29,164,578 | 100%   |

## 사진

카트만두 계곡에 있는 불교 사원 부다나트 스투파
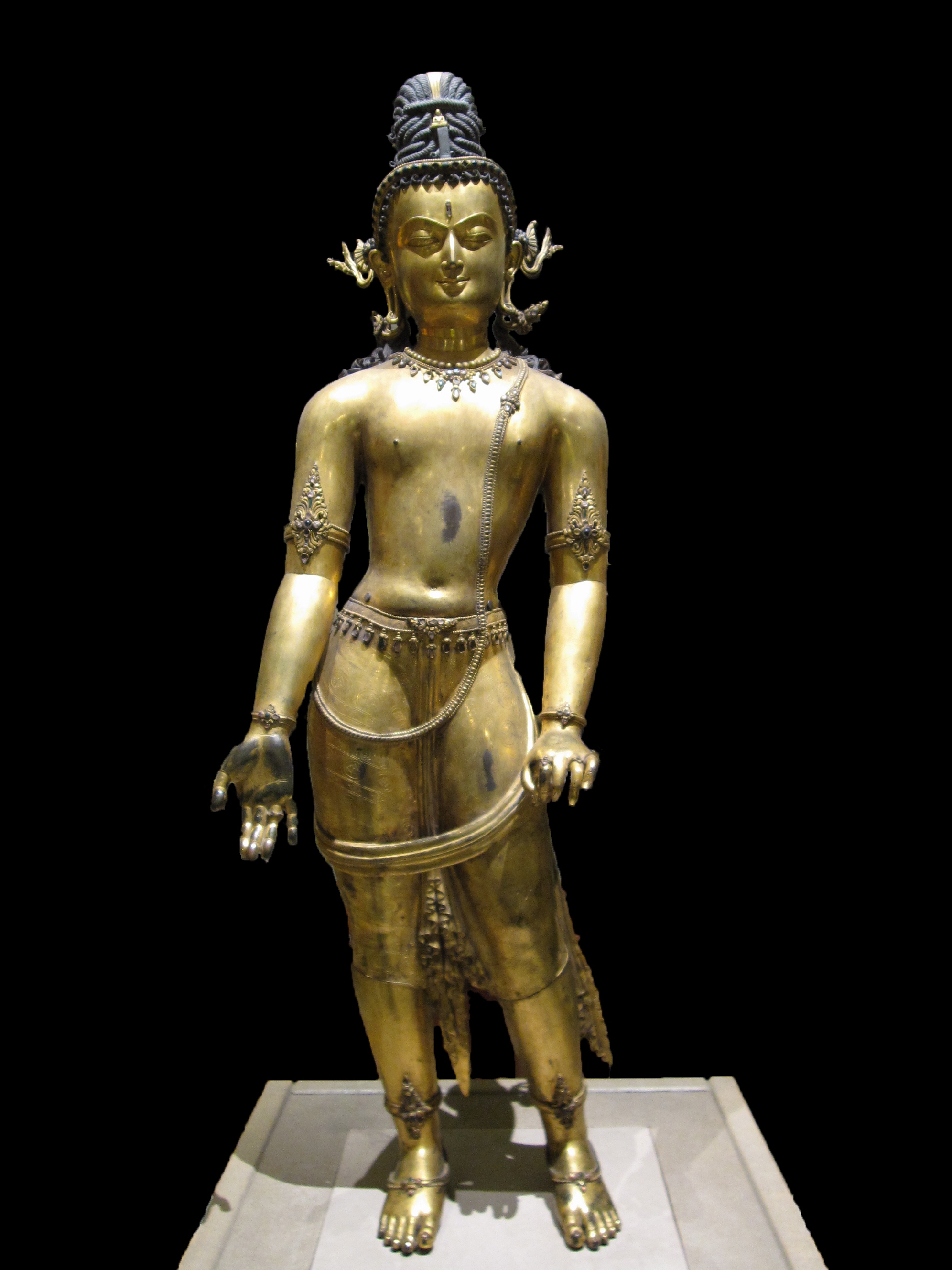
금동으로 도금된 관세음보살 네팔, 서기 16세기.
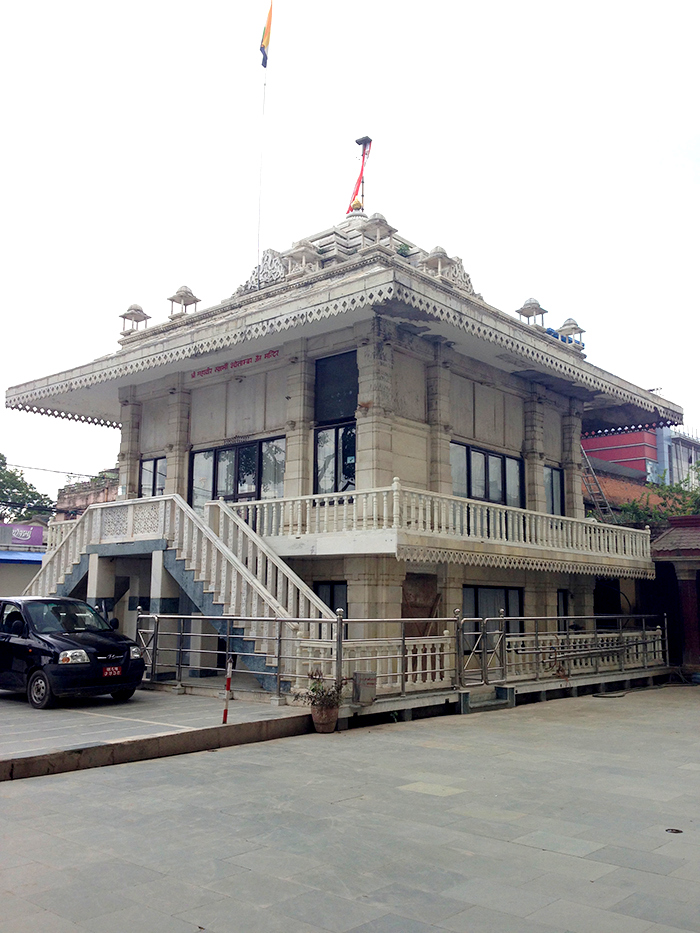
네팔 카트만두의 자이나 사원
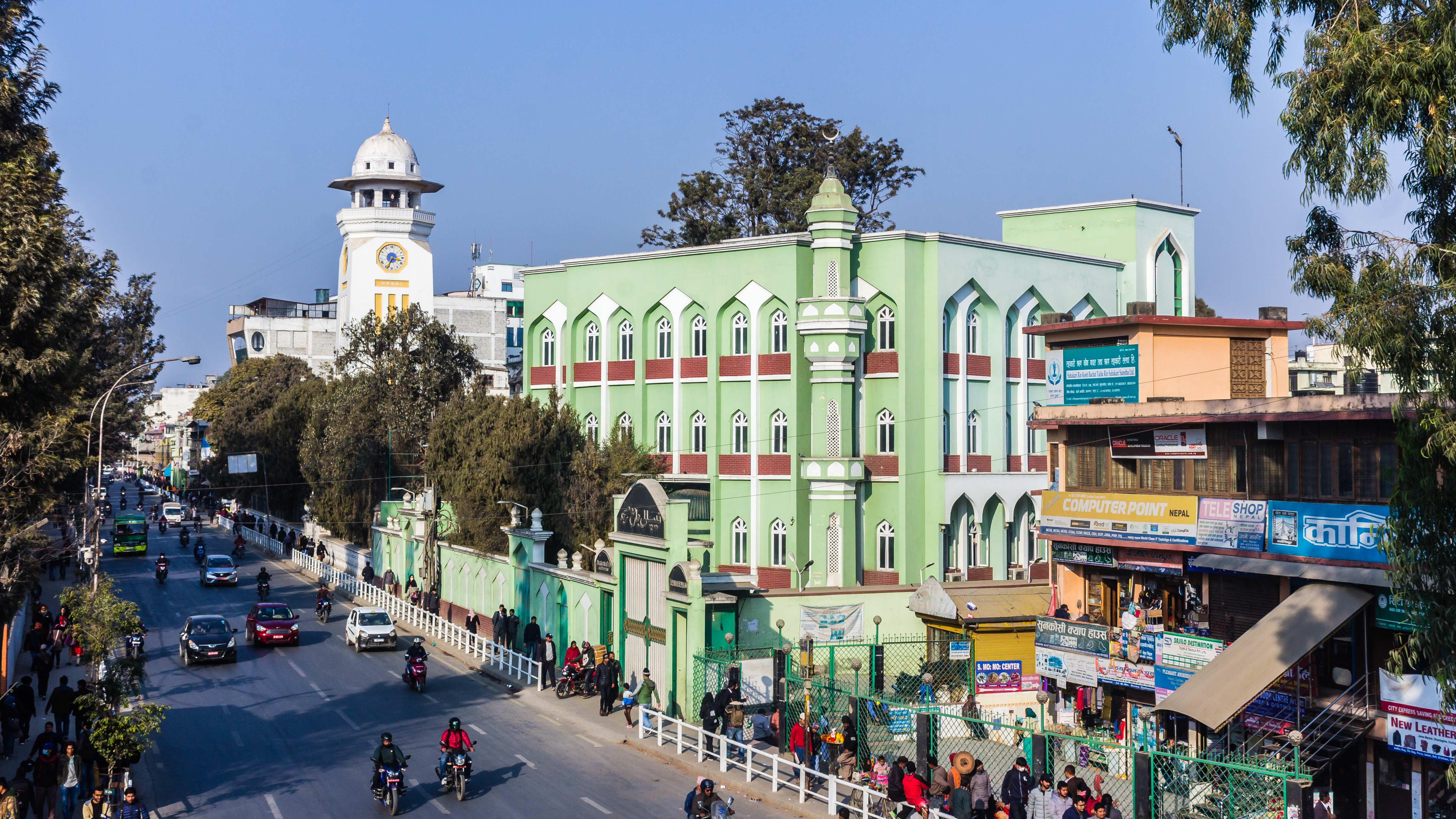
네팔에서 가장 큰 모스크 중 하나인 네팔 자마 모스크
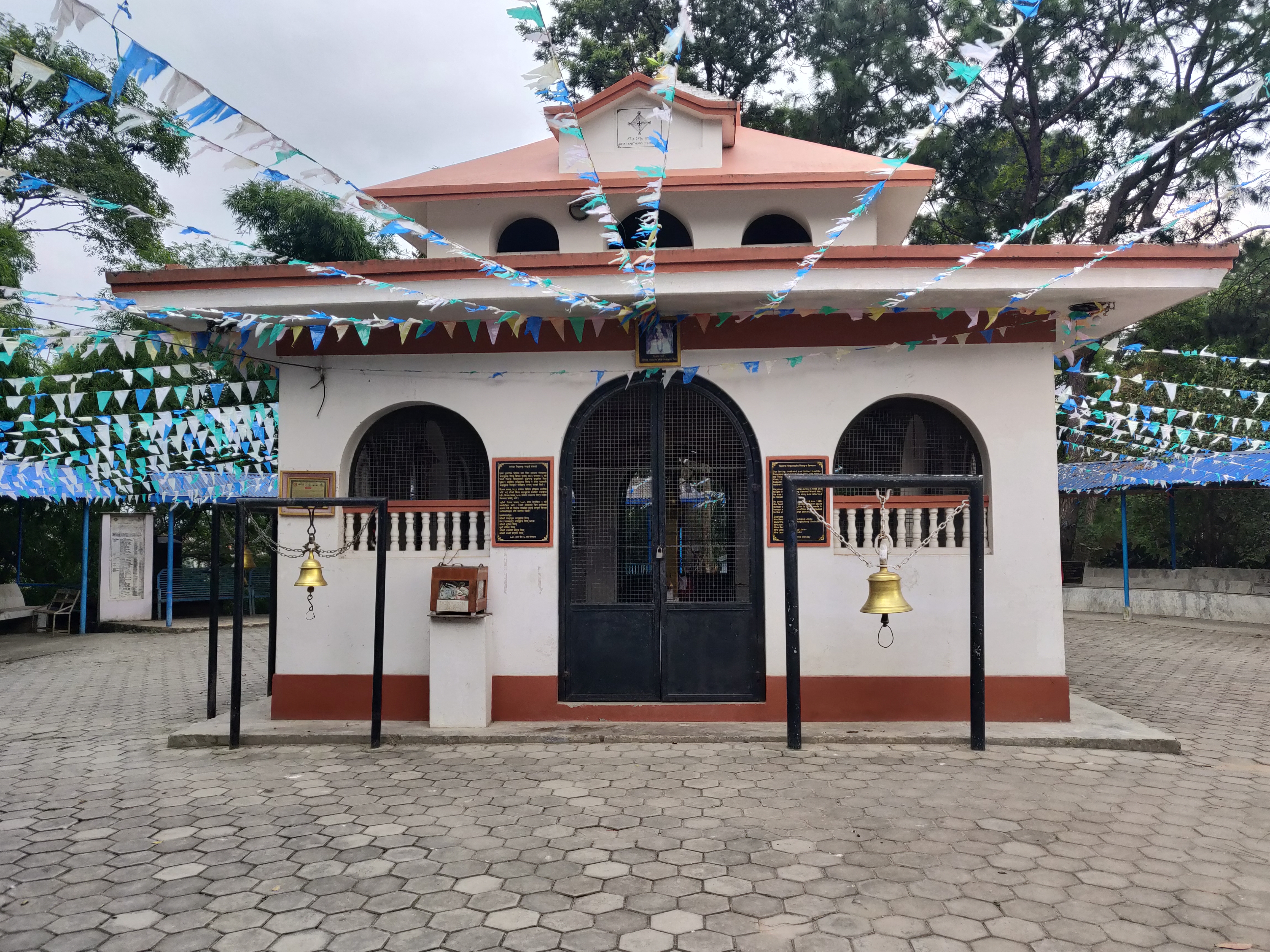
네팔 랄릿푸르의 키라트인 공동체의 키라트 망힘 또는 만킴

### 참고 문헌
- Regmi, Mahesh Chandra (1987), 《Regmi Research Series》 19, Regmi Research Centre